# Liga Nacional de Fútbol Primera División
La Liga Nacional de Fútbol Primera División è il più alto livello professionistico del campionato portoricano di calcio.
Il campionato è stato creato con il nome di Campeonato Nacional de Fútbol nel 2005 dalla Federación Puertorriqueña de Fútbol per cercare di unificare in un unico torneo le squadre che partecipavano alla defunta Liga Mayor de Fútbol Nacional e alla Liga Premier.

## Partecipanti 2016
| Squadra             | Città                 | Stadio                         | Capacità | Stagione nella Liga            | Allenatore                |
| ------------------- | --------------------- | ------------------------------ | -------- | ------------------------------ | ------------------------- |
| Bayamón             | Bayamon               | Estadio Juan Ramón Loubriel    | 22,000   | 2009–2013, 2015–presente       | Francisco Arias           |
| Criollos de Caguas  | Caguas, Puerto Rico   | Asociación Central de Balompie | 1,200    | 2009–presente                  | Steven Estrada            |
| Leones Porto Rico   | Ponce                 | Francisco Montaner             | 11,537   | 2011–presente                  | -                         |
| Guayama             | Guayama               | Cancha de Balompié             | 1,000    | 2012–presente                  | -                         |
| Tornados de Humacao | Humacao               | Nestor Morales Stadium         | #        | 2012–presente                  | Eloy Ubaldo Martínez Soto |
| Yabuco              | Yabucoa               | Pista Atlética Adán Fonseca    | #        | 2014–presente                  | -                         |
| Academia Quintana   | San Juan              | Hiram Bithorn Stadium          | 18,264   | 2009–2011, 2013, 2016–presente | Vitor Hugo Barros         |
| Spartans Porto Rico | San Juan              |                                | #        | 2016–presente                  | -                         |
| Metropolitan FA     | San Juan              |                                | #        | 2016–present                   | -                         |
| Mirabelli           | Puerto Rico           |                                | #        | 2016–presente                  | -                         |
| Puerto Rico Utd     | Aguada                | Aguada Stadium                 | 4,000    | 2016–presente                  | Raimundo C. Gatinho       |
| Puerto Rico Giant   | Puerto Rico           |                                | #        | 2016–present                   | -                         |
| Isabela Soccer Club | Isabela, Puertoe Rico | Pista Francisco "Paco" Dumeng  | #        | 2016–presente                  | -                         |
| Maunabo Leones      | Maunabo               |                                | #        | 2016–presente                  | -                         |

## Albo d'oro
Liga Mayor de Fútbol
| Stagione | Campione          | Risultato | Finalista         |
| -------- | ----------------- | --------- | ----------------- |
| 1997     | Leones Porto Rico | 2-0       | P.R. Islanders    |
| 1998     | P.R. Islanders    | 3-0       | Brujos            |
| 1999     | P.R. Islanders    | 4-0       | Cardenales        |
| 2000     | Vaqueros          | 1-0       | Puerto Rico Giant |
| 2001     | Islanders         | 4-3       | Brujos            |
| 2002     | Vaqueros          | 3-0       | P.R. Islanders    |
| 2003     | Sporting          | 2-1       | Vaqueros          |
| 2004     | Sporting          | 1-0       | Huracanes         |
| 2005     | Real Quintana     | 2-1       | Fraigcomar        |

Campeonato Nacional de Fútbol
| Stagione | Campione   | Risultato | Finalista            |
| -------- | ---------- | --------- | -------------------- |
| 2005     | Fraigcomar | 1-0       | Huracanes            |
| 2006     | Fraigcomar | 4-1       | Academia Quintana    |
| 2007     | Fraigcomar | 2-1       | Atlético de San Juan |

Puerto Rico Soccer League
| Stagione | Campione          | Risultato          | Finalista            |
| -------- | ----------------- | ------------------ | -------------------- |
| 2008     | Siviglia P.R.     | 2 - 1              | River Plate P.R.     |
| 2009     | Bayamón           | 3 - 2              | Atlético de San Juan |
| 2010     | River Plate P.R.  | 3 - 0              | P.R. Islanders       |
| 2011     | Leones Porto Rico | 1 - 1 (3 - 0 rig.) | Siviglia P.R.        |

Liga Nacional de Fútbol Primera División
| Stagione | Campione           | Risultato         | Finalista          |
| -------- | ------------------ | ----------------- | ------------------ |
| 2012     | Bayamón            | Girone finale     | Siviglia P.R.      |
| 2013     | Siviglia P.R.      | 6 - 0             | Bayamón            |
| 2014     | Yabuco             | 2 - 2 (8 - 7rig.) | Guayama            |
| 2015     | Criollos de Caguas | 4 - 2             | Guayama            |
| 2016     | Puerto Rico        | 4 - 1             | Criollos de Caguas |

Liga Puerto Rico
| Stagione  | FAse      | Campione                                              | Risultato                                             | 2º Posto                                              |
| --------- | --------- | ----------------------------------------------------- | ----------------------------------------------------- | ----------------------------------------------------- |
| 2018-2019 | 2018-2019 | Metropolitan FA                                       | Girone finale                                         | Bayamón                                               |
| 2019-2020 | 2019-2020 | Campionato sospeso a causa della Pandemia di Covid-19 | Campionato sospeso a causa della Pandemia di Covid-19 | Campionato sospeso a causa della Pandemia di Covid-19 |
| 2020-2021 | 2020-2021 | Campionato sospeso a causa della Pandemia di Covid-19 | Campionato sospeso a causa della Pandemia di Covid-19 | Campionato sospeso a causa della Pandemia di Covid-19 |
| 2021      | 2021      | Bayamón                                               | 2 - 1                                                 | Metropolitan FA                                       |
| 2022      | 2022      | Metropolitan FA                                       | 5 - 0                                                 | Puerto Rico Sol                                       |
| 2022-2023 | 2022-2023 | Metropolitan FA                                       | 2 - 1                                                 | Academia Quintana                                     |
| 2023-2024 | Apertura  | Academia Quintana                                     | 3 - 2                                                 | Metropolitan FA                                       |
| 2023-2024 | Clausura  | Academia Quintana                                     | 2 - 1                                                 | Metropolitan FA                                       |

## Titoli per squadra
| Club               | Titoli | Secondi posti | Stagione               | Anni Secondo posto       |
| ------------------ | ------ | ------------- | ---------------------- | ------------------------ |
| Bayamón            | 3      | 4             | 2011, 2012, 2021       | 2009.2010, 2013, 2018-19 |
| Metropolitan FA    | 3      | 2             | 2018-19, 2022, 2022-23 | 2021, 2023-24 (A-C)      |
| Maunabo Leones     | 2      | 1             | 2009, 2010             | 2008                     |
| Academia Quintana  | 2      | 1             | 2023-24 (A-C)          | 2022-23                  |
| San Juan Sharks    | 1      | 0             | 2008                   | -                        |
| Siviglia P.R.      | 1      | 1             | 2013                   | 2012                     |
| Yabuco             | 1      | 0             | 2014                   | -                        |
| Criollos de Caguas | 1      | 1             | 2015                   | 2016                     |
| Puerto Rico        | 1      | 0             | 2016                   |                          |